# تئودرا کومننه، ملکه اورشلیم
تئودرا کومننه، ملکه اورشلیم (زبان یونانی: Θεοδώρα Κομνηνή؛ c. 1145 – ?) ملکه اهل امپراتوری بیزانس بود که در سال ۱۱۵۸، پس از ازدواج با بالدوین سوم، ملکه پادشاهی اورشلیم شد.